# AN/PVS-31

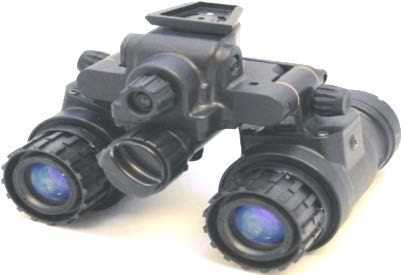
Dispositivo de visión nocturna AN/PVS-31.

El AN/PVS-31 es un dispositivo de visión nocturna de tercera generación utilizado por el ejército estadounidense. Se caracteriza por un campo de visión más amplio y una variedad de métodos de uso que los ojos monoculares o compuestos normales.

## Descripción

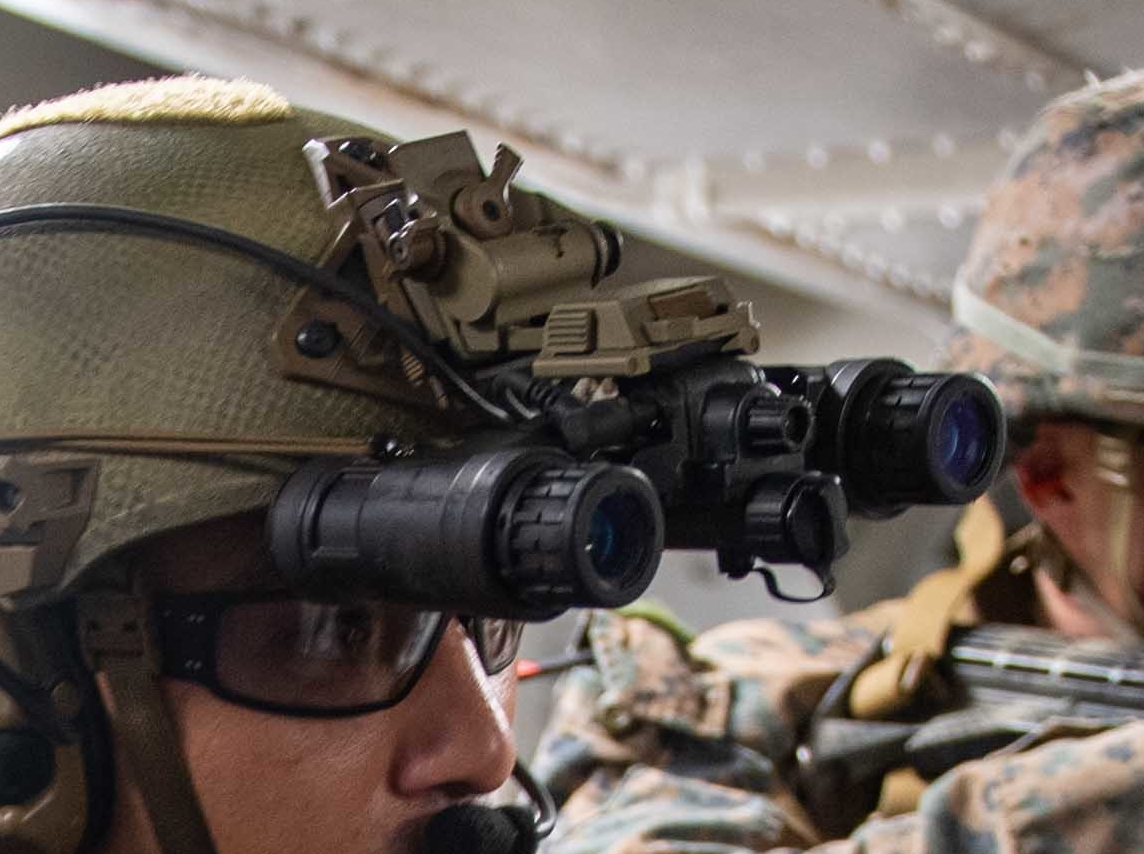
AN/PVS-31 acoplado a un casco con soporte WILCOX L4G24 y conectado a una batería remota.

El AN/PVS-31 BNVD (dispositivo binocular de visión nocturna) es un dispositivo óptico pasivo de visión nocturna que tiene un diseño ergonómicamente delgado y proporciona una conciencia situacional superior, lo que facilita la captación de la perspectiva en comparación con los dispositivos monoculares de visión nocturna. El rendimiento de la visión nocturna ha mejorado significativamente en los últimos años.
El dispositivo de visión nocturna monocular estándar AN/PVS-14 pesa 392 g, y el dispositivo de visión nocturna binocular V3 operado por la Fuerza Terrestre de Autodefensa de Japón pesa 900 g, pero el PVS-31, incluidas las baterías, es más liviano con 449,05 g, lo que lo hace adecuado para fuerzas especiales. Según las solicitudes de los operadores, el sistema está diseñado para aumentar la resolución, reducir significativamente el peso de la cabeza y mejorar el centro de gravedad del sistema.
Aunque es un dispositivo de visión nocturna binocular, las gafas izquierda y derecha son independientes y de tipo oscilante, lo que permite utilizar la izquierda o la derecha solas, lo que las hace adecuadas para lanzamientos aéreos nocturnos, control de vehículos y control de aeronaves.
El modelo AN/PVS es una abreviatura de "Búsqueda visual portátil Army/Navy" y recibe su nombre según el sistema de denominación común Army/Navy.

## Características
- Ajuste manual de ganancia y enfoque del sistema para optimizar la calidad de la imagen.
- El diseño ergonómico y el sistema liviano reducen el peso en la cabeza y reducen la tensión en el cuello.
- La lente dióptrica opcional optimiza las preferencias de visión del operador.
- El diseño binocular oscilante lo hace discreto contra el casco cuando está en posición guardada y permite la opción de usarlo como monocular.
- Funciona con soportes de casco de cola de milano usados actualmente.
- Se apaga automáticamente cuando el soporte se levanta y se guarda. Encendido cuando se implementa
- Los indicadores LED monoculares en los lados izquierdo y derecho alertan al operador cuando el nivel de la batería alcanza los 10 minutos o más.
- Conjunto de tubo I2 reemplazable/actualizable

## Uso
El dispositivo ha sido adoptado por distintas unidades especiales de los ejércitos de Estados Unidos, Noruega, Países Bajos, Inglaterra y el FBI.